# Kily González
Cristian Alberto González Peret (Rosario, 4 augustus 1974) is een Argentijns voormalig profvoetballer en huidig voetbaltrainer, die beter bekend is als Kily González. In 1995 debuteerde hij in het Argentijns nationale elftal, waarvoor hij meer dan vijftig interlands speelde. Na zijn actieve loopbaan stapte hij het trainersvak in.

## Clubcarrière
Kily González begon zijn profcarrière bij CA Rosario Central (1992-1995). In 1995 maakte de aanvallende middenvelder de overstap naar topclub CA Boca Juniors, waar hij samenspeelde met onder anderen Diego Maradona en Juan Sebastián Verón. In 1996 vertrok Kily González naar Spanje, waar hij voor Real Zaragoza (1996-1999) en Valencia CF (1999-2003) speelde. In 2000 en 2001 was Valencia CF tweemaal verliezend UEFA Champions League-finalist. In 2002 won Kily González met Valencia CF de landstitel. Internazionale werd in 2003 de nieuwe club van Kily González. Bij Internazionale kreeg hij echter weinig kansen en in juli 2006 keerde Kily González terug naar CA Rosario Central, de club waar hij zijn profloopbaan begon en waar hij aanvoerder werd. In 2009 vertrok de vleugelspeler naar CA San Lorenzo, maar keerde na een seizoen terug bij CA Rosario Central waar hij in 2011 zijn carrière afsloot.

## Interlandcarrière
Met Argentijns nationale elftal nam Kily González deel aan het WK 1998, WK 2002, de Copa América en de Olympische Zomerspelen 2004. Dit laatste toernooi werd door de Argentijnen gewonnen. Hij was een van de drie dispensatiespelers in de selectie van bondscoach Marcelo Bielsa.

## Erelijst
Valencia CF
- Primera División: 2001/02
- Supercopa de España: 1999

 Internazionale
- Serie A: 2005/06
- Coppa Italia: 2004/05, 2005/06

 Argentinië onder 23
- Olympische Zomerspelen: goud in 2004

Individueel
- UEFA Team van het Jaar: 2001

| Logo van de Olympische Spelen | Goud | Zilver | Brons | Logo van de Olympische Spelen |
|                               | 1    | 0      | 0     |                               |

1 Burgos ·
2 Ayala ·
3 Sorín ·
4 Pochettino ·
5 Almeyda ·
6 Samuel ·
7 C. López ·
8 Zanetti ·
9 Batistuta  ·
10 Ortega ·
11 Verón ·
12 Cavallero ·
13 Placente ·
14 Simeone ·
15 Husaín ·
16 Aimar ·
17 G. López ·
18 González ·
19 Crespo ·
20 Gallardo ·
21 Caniggia ·
22 Chamot ·
23 Bonano ·
Coach: Bielsa
1 Abbondanzieri ·
2 Ayala  ·
3 Sorín ·
4 Quiroga ·
5 Mascherano ·
6 Heinze ·
7 Saviola ·
8 Zanetti ·
9 Figueroa ·
10 D'Alessandro ·
11 Tévez ·
12 Cavallero ·
13 Placente ·
14 Rodríguez ·
15 Fernández ·
16 L. González ·
17 M. González ·
18 K. González ·
19 Delgado ·
20 Medina ·
21 Rosales ·
22 Coloccini ·
Coach: Bielsa
1 Caballero ·
2 Ayala ·
3 Burdisso ·
4 Coloccini ·
5 Mascherano ·
6 Heinze ·
7 Saviola ·
8 Delgado ·
9 Figueroa ·
10 Tévez ·
11 K. González ·
12 Rosales ·
13 Medina ·
14 Rodríguez ·
15 D'Alessandro ·
16 L. González · 
17 M. González ·
18 Lux ·
Fernández ·
Coach: Bielsa